# 牡丹富士山
牡丹富士山是臺灣屏東縣獅子鄉內文村的一座山丘，海拔517公尺，山頂立有省政府圖根補點基石，南北兩側有楓港溪流經。登山路徑全線植被茂密，路線多為草木覆蓋，幾乎只能依先前登山者留下的布條行進。牡丹富士山因山形似富士山而得名，但在日治時期以來的官方測繪地圖中皆未收錄。

## 註腳
1. 1 2 3   (地图). 國土測繪圖資服務雲 (國土測繪中心).   [2022-05-24].
2. ↑   (地图). PeakVisor (Routes Software SRL).   [2022-05-24]. （原始内容存档于2022-05-24）.
3. ↑  中央地質調查所.  (PDF) (报告). 經濟部. 2014年12月  [2022-05-24]. （原始内容 (PDF)存档于2022-05-24）.
4. ↑   OpenStreetMap上有關7750097897  牡丹富士山省政府補點的地理